# Jean-Denis Délétraz
Jean-Dennis Délétraz (Ginebra, Suiza; 1 de octubre de 1963) es un expiloto suizo de automovilismo. Délétraz participó en un total de tres Grandes Premios de Fórmula 1, logrando un 15° puesto como mejor resultado. En la temporada de 1994 era piloto de la escudería Larrousse y en la temporada de 1995 de la escudería Pacific. Ha logrado resultados destacados en carreras de resistencia.

## Carrera deportiva

### Fórmula 1
Después de competir en el Campeonato Francés de Turismos, Porsche Supercup y Fórmula 3000 Internacional, a finales del 1994, Délétraz remplazó al piloto Érik Comas en el equipo Larrousse, el cual que tenía poco presupuesto y debía que buscar pilotos que a la vez trajera fondos para ayudar la situación financiera del equipo. Délétraz clasificó 25 de 26 para el Gran Premio de Australia de 1994. En la carrera, Délétraz fue adelantado en la salida por Domenico Schiattarella y el suizo anduvo todo el tiempo en el fondo de la grilla. Abandonó en la vuelta 57 cuando los líderes ya le habían sacado diez vueltas de ventaja. Sus tiempos de vuelta eran 6 segundos más lento que el líderes, 2 segundos más lento que su compañero equipo Hideki Noda. Fue penalizado por exceder el límite de velocidad en boxes. Después el equipo desapareció cuando trataban de participar en la temporada siguiente.
A casi finales de la temporada 1995, Pacific Racing pasaba por una situación similar a Larrouse. Bertrand Gachot, piloto y accionista del equipo, dejó su lugar para los pilotos de pago necesarios para mantener el equipo a flote. Se anunció que Délétraz competiría para las últimas cinco carreras de la temporada. Durante la clasificación del Gran Premio de Portugal de 1995. Délétraz tuvo problemas con la caja de cambios causando que clasifique último, a 12 segundos de la pole. En carrera, el suizo estaba a 40 segundos del líder después de 3 vueltas. Sus tiempos eran de 12 segundos más lento que los líderes y 6 más lentos que el piloto más próximo Roberto Moreno en un Forti y más de 8 segundos más lento que su compañero de equipo, Andrea Montermini. Se retiró en la vuelta 14 por un calambre en su brazo izquierdo. En la siguiente carrera en Nürburgring clasificó a 9 segundos de la pole y en carrera terminó 15 a siete vueltas del ganador.
Se esperaba que inicialmente que el piloto suizo acabara la temporada, pero fue reemplazado por Gachot por impago de sus patrocinadores. el jefe del equipo Pacific declaró: "Basándonos en sus habilidades, no estamos interesados en quedarnos con él".

### Resistencia
Luego de su experiencia en F1, Délétraz fue piloto en las carreras de resistencia, ganando las 24 Horas de Le Mans en el 2001 y 2002 en su clase, conduciendo un Reynard 2KQ-LM del equipo ROC Auto.
En el Campeonato FIA GT, Délétraz fue protagonista de varias temporadas. En 2006, fue subcampeón junto a Andrea Piccini, en un Aston Martin DBR9 del Phoenix Racing, y tercero al año siguiente junto a Mike Hezemans en un Corvette C6.R del mismo equipo.
En 2012, compitió por última vez a tiempo completo, en la clase LMP2 del WEC con el equipo Gulf Racing Middle East. En 2021, participó en una carrera de la Le Mans Cup. Por otro lado, compite frecuentemente en el Gran Premio Histórico de Mónaco.

## Vida personal
Tiene un hijo llamado Louis Delétraz, quien ha competido en Fórmula 2 y resistencia.

## Resultados

### Fórmula 1
(Clave) (negrita indica pole position) (cursiva indica vuelta rápida)
| Año     | Escudería              | 1   | 2   | 3   | 4   | 5   | 6   | 7   | 8   | 9   | 10  | 11  | 12  | 13      | 14     | 15  | 16      | 17  | Pos. | Puntos |
| ------- | ---------------------- | --- | --- | --- | --- | --- | --- | --- | --- | --- | --- | --- | --- | ------- | ------ | --- | ------- | --- | ---- | ------ |
| 1994    | Tourtel Larrousse      | BRA | PAC | SMR | MON | ESP | CAN | FRA | GBR | GER | HUN | BEL | ITA | POR     | EUR    | JPN | AUS Ret |     | NC   | 0      |
| 1995    | Pacific Grand Prix Ltd | BRA | ARG | SMR | ESP | MON | CAN | FRA | GBR | GER | HUN | BEL | ITA | POR Ret | EUR 15 | PAC | JPN     | AUS | NC   | 0      |
| Fuente: |                        |     |     |     |     |     |     |     |     |     |     |     |     |         |        |     |         |     |      |        |

### Campeonato Mundial de Resistencia de la FIA
(Clave) (negrita indica pole position) (cursiva indica vuelta rápida)

| Año  | Escudería               | Clase | Automóvil          | 1   | 2   | 3   | 4   | 5   | 6   | 7   | 8   | Pos. | Puntos | Ref.  |
| ---- | ----------------------- | ----- | ------------------ | --- | --- | --- | --- | --- | --- | --- | --- | ---- | ------ | ----- |
| 2012 | Gulf Racing Middle East | LMP2  | Lola B12/80-Nissan | SEB | SPA | LMS | SIL | SÃO | BHR | FUJ | SHA | 70.º | 2      | [ 4 ] |
| 2012 | Gulf Racing Middle East | LMP2  | Lola B12/80-Nissan | EX  | 18  | Ret | 15  | 24  | Ret | 13  | Ret | 70.º | 2      | [ 4 ] |